# 西摩伊斯丘群
西摩伊斯丘群 （Simois Colles）是位于火星法厄同区西北部的小丘陵区，其坐标约为南纬37.72度、西经176.59度。该区域纵横86.94公里（54.02英里），以古典反照率特征所命名.。

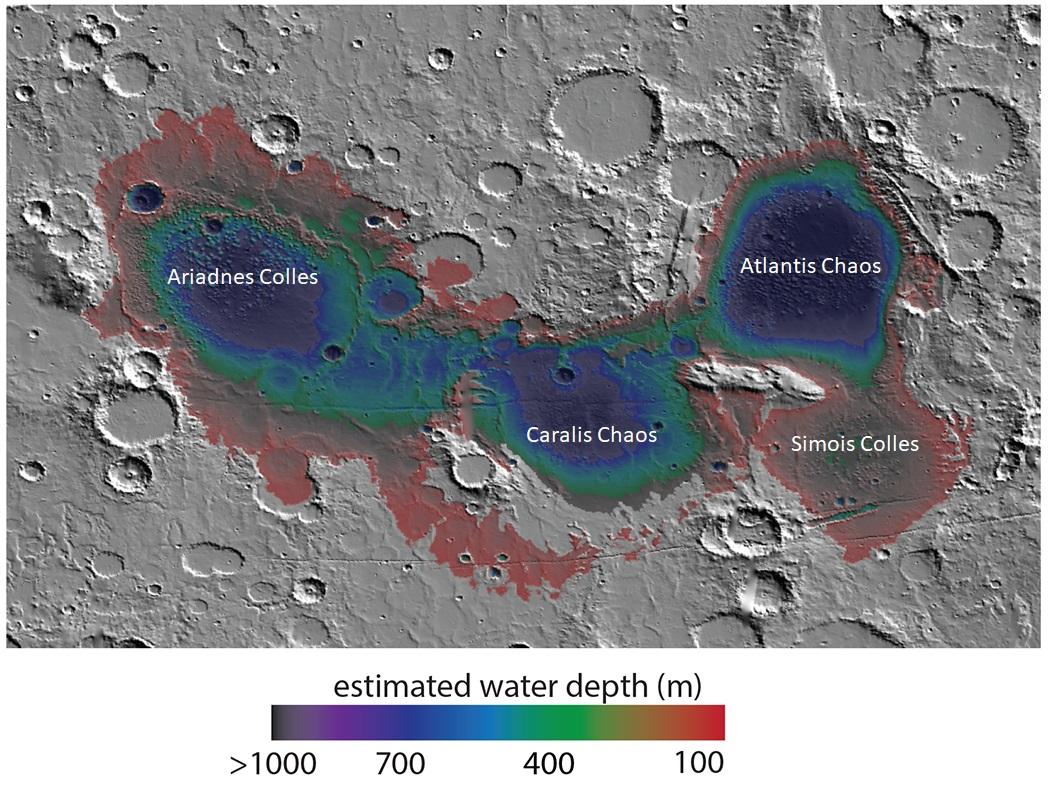
包含了西摩伊斯丘群区的埃里达尼亚湖地图